# Castel Casez

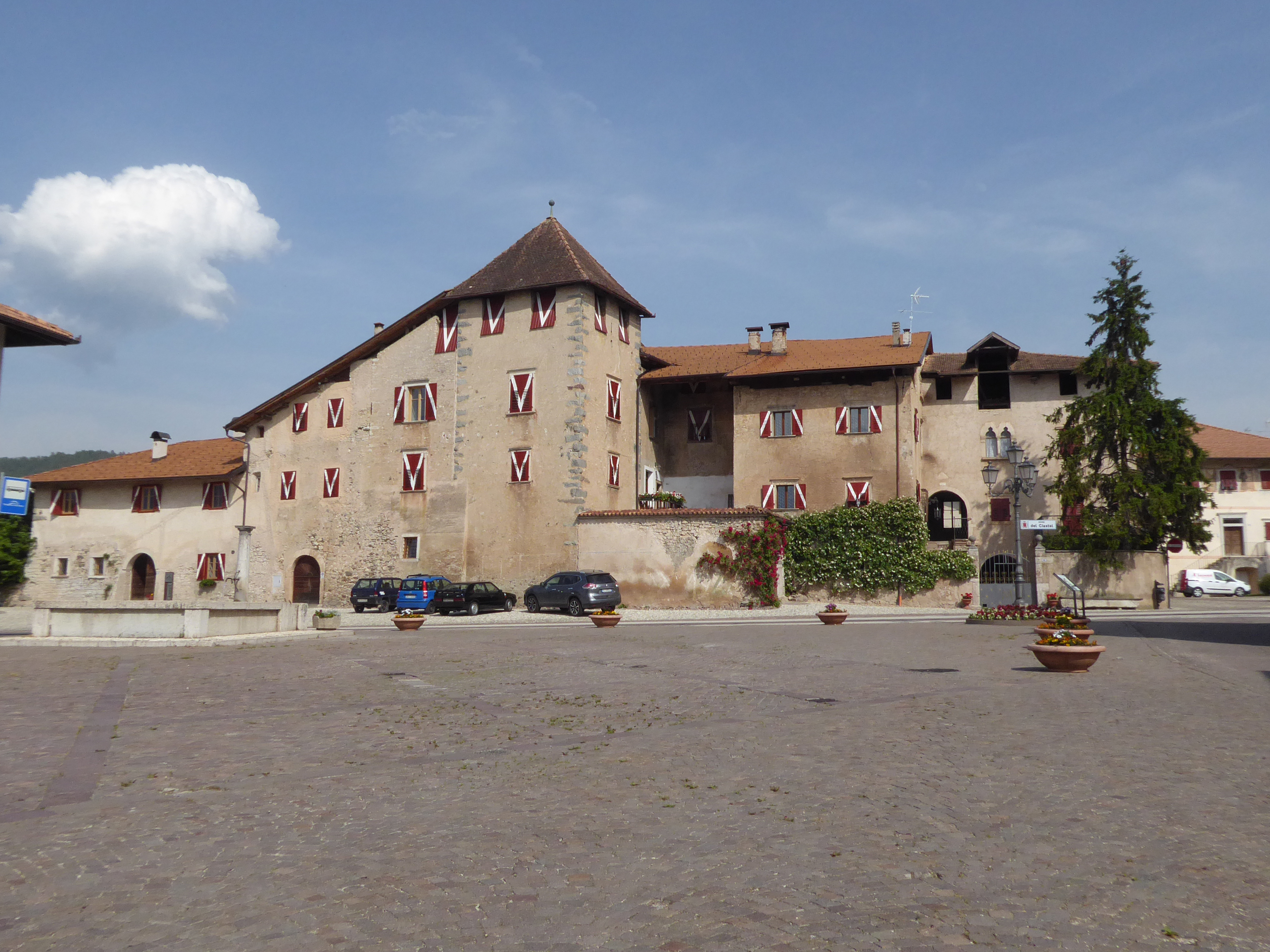
Castel Casez, die zum Hauptplatz von Casez gewandte Westseite, rechts der in 1890er Jahren errichtete Neubau, an den links der ehemalige Wohnpalast anschließt

Castel Casez ist ein Herrenhaus im Nonstal im Trentino, Italien. Er ist ein Paradebeispiel für einen Edelsitz des Nonstaler Landadels, der vom Bischof von Trient für seine Verdienste geadelt worden war. Nach Gorfer besitzt Castel Calsez im Gegensatz zu anderen Edelsitzen noch Bauelemente, die der Verteidigung dienten und an eine befestigte Burg erinnern.

## Geschichte
Das Gebäude wurde zu Beginn des 15. Jahrhunderts an der Stelle eines zweihundert Jahre älteren Vorgängerbaus in Casez errichtet. Er ist eng mit der Familie Concini verbunden, weshalb er gelegentlich auch als Palazzo Concini bezeichnet wird. Die vormals in Tuenno ansässige Familie spaltete sich in mehrere Zweige auf und wurde zwischen dem 14. und 15. Jahrhundert vom Fürstbischof von Trient geadelt, Ein Familienzweig war in der Mitte des 14. Jahrhunderts in den Besitz des befestigten Vorgängerbaus in Casez gekommen. Die De Concini bauten das Anwesen nach ihren Wünschen mehrmals um. Zuletzt entstand im Laufe des 18. Jahrhunderts unter ihrer Regie der Ostflügel.
Um 1890 verkaufte Baron Raffaele de Concini den Besitz an Sisino Marinello. Letzterer baute Castel Casez ab 1893 um und veränderte dabei wesentlich das Äußere des Baus. Zu dieser Zeit entstand der südliche Anbau.
Der Bau befindet sich in Privatbesitz. Im Nord- und Ostflügel sind ein Beherbergungs- und ein Gastbetrieb untergebracht.

## Beschreibung
Der auch als Casa Concini bezeichnete Bau liegt in der zur Gemeinde Sanzeno gehörenden Fraktion Casez. Er befindet sich am Hauptplatz des Ortes auf 629 m s.l.m. und wurde beispielhaft in die Landschaft und Bausubstanz der Umgebung integriert.
Das Anwesen besteht aus mehreren sich in Längsrichtung ausdehnenden Baukörpern, die zu unterschiedlichen Zeitpunkten entstanden sind, mit zwei mit Mauern umschlossenen Innenhöfen. Der an der Westseite gelegene massive Turm mit seinem Holzdach und quadratischen Grundriss besitzt an der Turmkrone noch Schießscharten. Die Kanten des Turms weisen ein Bossenwerk aus Granit auf. Der zweite und nach Gorfer gekapte Turm besteht aus unverputzten Bruchstein und ist nur noch an seiner Nordseite teilweise freistehend.
Bis 1893 lag zwischen beiden Türmen der Wohnpalast und zentrale Baukörper der Anlage, wie aus historischen Bildern hervorgeht. Die nach Süden ausgerichtete Fassade des Wohnpalastes besaß einen Treppengiebel mit einer Sonnenuhr aus dem 18. Jahrhundert. An der Fassade befanden sich auch zwei gotische Biforien mit Kielbögen. Ein Biforium wurde später an der Westfassade, des 1893 von Sisino Marinelli in Auftrag gegebenen Neubaus eingesetzt. Letzterer wurde an der Stelle des ehemaligen mit Zinnen bestückten Ravelins errichtet, der bei den Umbauten in den 1890er Jahren abgetragen wurde. Das Spitzbogentor des Ravelins wurde wiederverwendet und an der Südfassade des Neubaus eingesetzt. Das zweite Biforium des Wohnpalastes befindet sich noch an der ursprünglichen Stelle, an der Ecke zur Westfassade des Neubaus.
Von dem vor der Westfassade des Neubaus liegenden Hof führt eine Außentreppe in den ersten Stock. Dort befindet sich ein Rundbogentor mit dem Eingang in den Wohnpalast. Der zweite zu Füßen des westlichen Turmes liegende Hof ist trotz Umbauten in seiner ursprünglichen Struktur aus dem 15. Jahrhundert weitgehend erhalten geblieben.

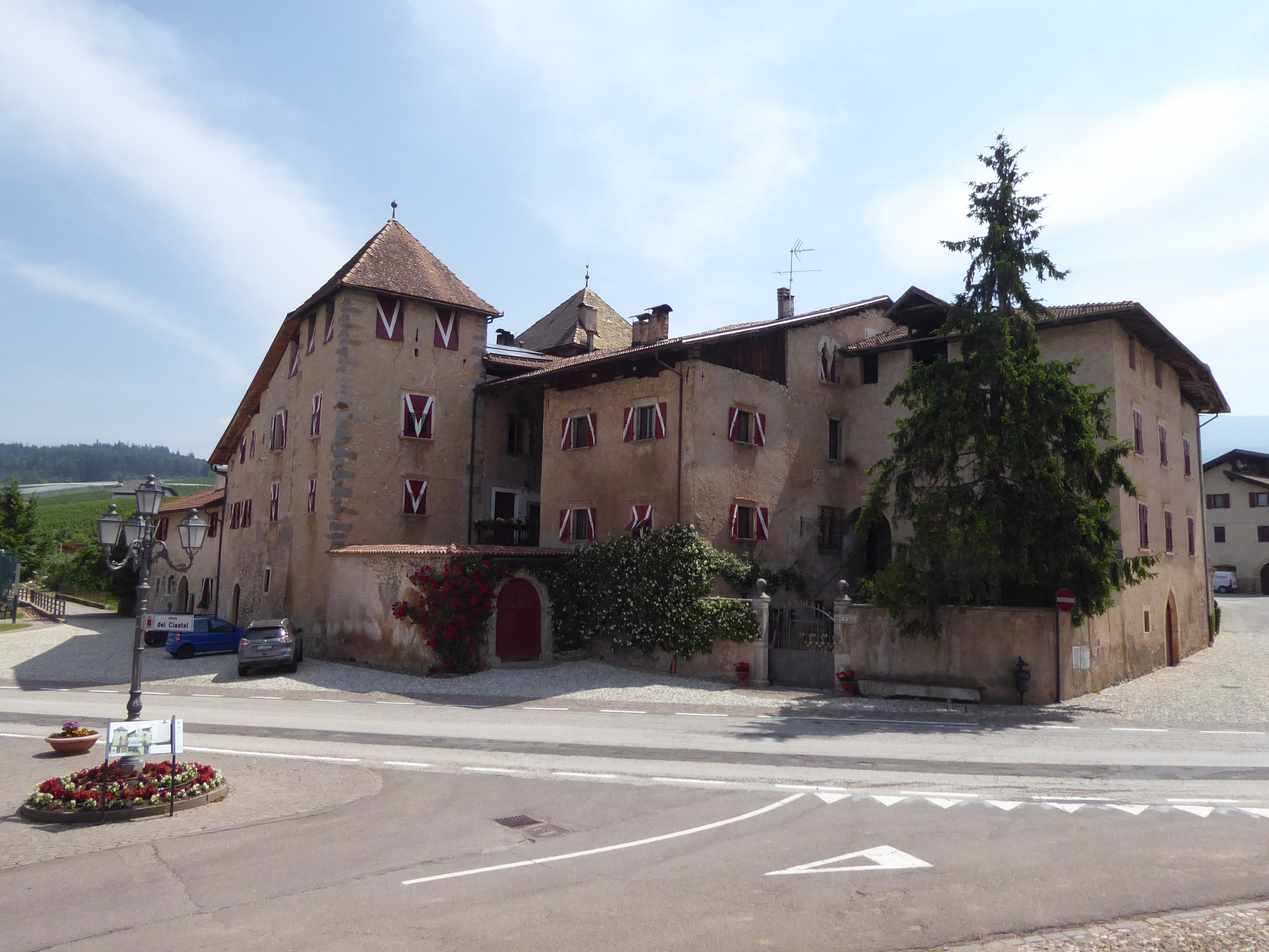
West- und Südfassade, im Hintergrund ist das Turmdach des zweiten Turmes zu erkennen
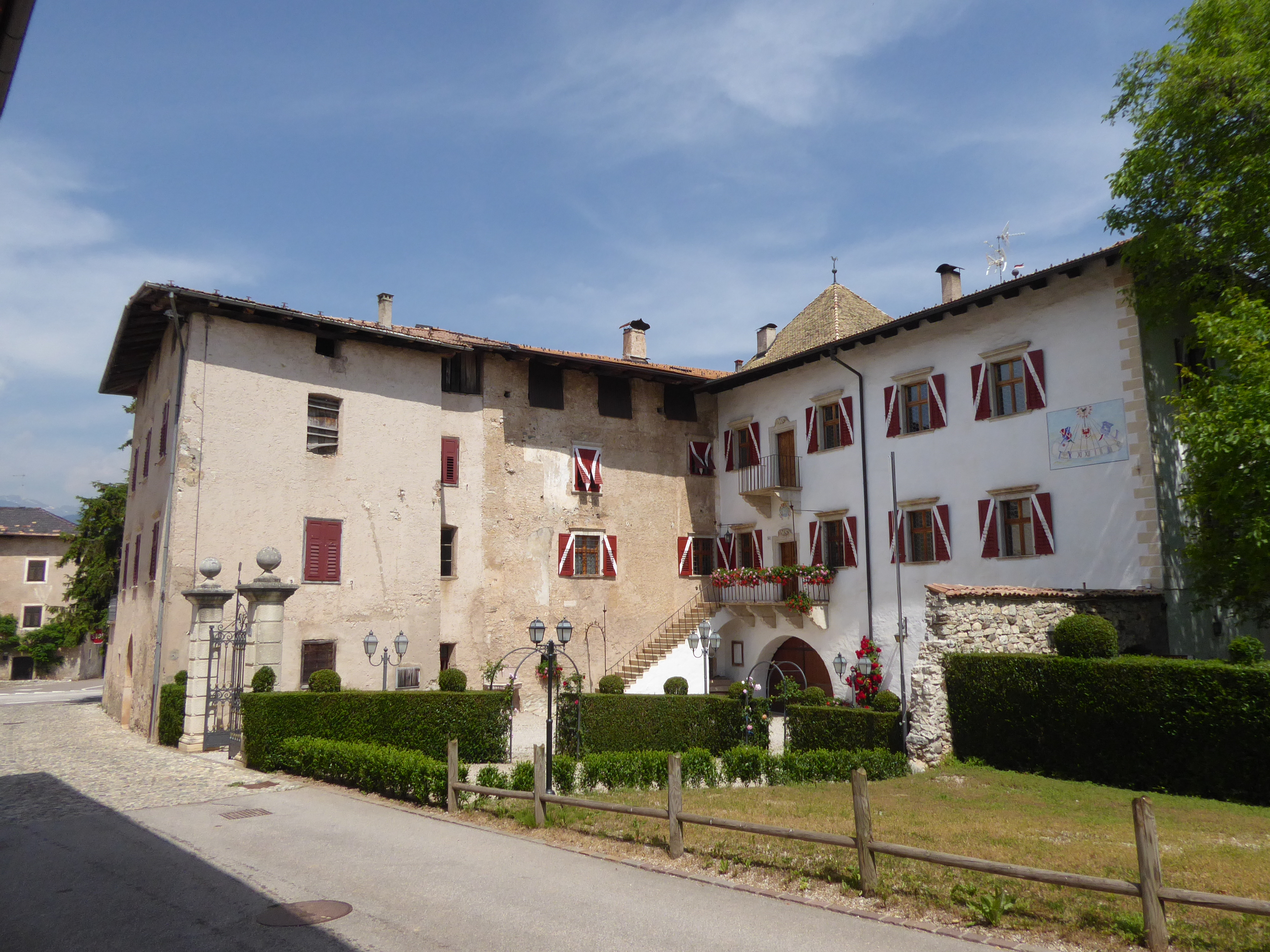
Ostfassade mit rechts dem Anbau aus dem 18. Jahrhundert, ganz links der Neubau aus den 1890er Jahren und dazwischen der Wohnpalast aus dem 15. Jahrhundert.